# Cumulus Media Networks
Cumulus Media Networks, appelé anciennement  Citadel Media Networks, est un ancien réseau radiophonique américain détenu par Citadel Communications qui comprend les actifs d'ABC Radio, revendu en 2006 par The Walt Disney Company.

## Historique

### NBC Blue Network
Dans les années 1930, la radio aux États-Unis était dominée par seulement quelques entreprises, dont Mutual Broadcasting, Columbia Broadcasting (CBS) et National Broadcasting Company (NBC), cette dernière était alors propriété de Radio Corporation of America (RCA). RCA possédait deux réseaux qui géraient chacun des stations de radio différentes. Les deux réseaux s'appelaient NBC Blue et NBC Red. NBC Blue avait été créé en 1927 principalement pour tester les nouveaux programmes sur des marchés moins importants que ceux de NBC Red, qui desservait les grandes villes, et pour tester les séries dramatiques.

### ABC Radio
Le 6 février 2006, lors de la publication de ses résultats trimestriels, Disney a annoncé la fusion d'ABC Radio et de Citadel Broadcasting. L'ensemble nommé Citadel Communications sera géré par Citadel mais détenu à 52 % par les actionnaires de Disney. Le montant de la transaction devait s'élever à 2,7 milliards de dollars en faveur de Disney. Radio Disney et ESPN Radio ne font toutefois pas partie de la transaction. Le 23 novembre 2006 Citadel Broadcasting a annoncé qu'elle ne pouvait pas rachéter ABC Radio au prix souhaité par Disney. La différence est de 300 millions de $. Disney a accepté que sa participation dans Citadel Communications soit augmentée de 200 millions de $ pour atteindre 57 % (au lieu de 52 %) et que ses actionnaires touchent 100 millions de $ de moins.
Le 2 avril 2009, Citadel Communications décide de renommer ABC Radio en Citadel Media.

### Citadel Media
Le 20 décembre 2009, Citadel annonce se placer sous la protection de la loi sur les faillites, alors qu'il est le troisième groupe de radio américain avec 165 stations FM et 58 AM,.
Le 10 mars 2011, Cumulus Media annonce vouloir acheter Citadel pour 2,4 milliards d'USD. Le 15 avril 2011, la justice annonce une audition pour le 10 mai concernant la plainte émise par Disney sur un non-respect des clauses de la vente d'ABC Radio de par le rachat de Citadel par Cumulus.